# Peugeot 508
 Ikke at forveksle med Peugeot 5008.
Peugeot 508 er en stor mellemklassebil fra Peugeot. Bilen kom på markedet i 2011, og afløste både den mindre Peugeot 407 og den større Peugeot 607.
Modellen er den første model i Peugeots 500-serie, siden Peugeot 505 udgik i 1992.
I starten findes den som firedørs sedan og femdørs stationcar med firecylindrede benzin- og dieselmotorer fra 112 til 204 hk. Dieselmotoren på 1,6 liter har 8 ventiler, mens benzinmotoren på 1,6 liter og dieselmotorerne på 2,0 og 2,2 liter har 16 ventiler.
Modellen er bygget på samme platform som Citroën C5, og bygges sammen med C5 på PSA Peugeot Citroëns fabrik i Rennes i Bretagne.

## Tekniske specifikationer
| Model         | Cylindre | Ventiler | Slagvolume cm³ | Max. effekt kW (hk) / omdr. | Max. drejningsmoment Nm / omdr. | 0-100 km/t sek. | Topfart km/t | Byggeår |
| ------------- | -------- | -------- | -------------- | --------------------------- | ------------------------------- | --------------- | ------------ | ------- |
| Benzinmotorer |          |          |                |                             |                                 |                 |              |         |
| 1.6 VTi       | 4        | 16       | 1598           | 88 (120)[1] / 6000          | 160 / 4250                      | 11,5            | 203          | 2011 −  |
| 1.6 THP       | 4        | 16       | 1598           | 115 (156)[2] / 6000         | 240 / 1400                      | 8,6             | 222          | 2011 −  |
| Dieselmotorer |          |          |                |                             |                                 |                 |              |         |
| 1.6 HDi       | 4        | 8        | 1560           | 82 (112) / 3600             | 240 / 1750                      | 11,3            | 190          | 2011 −  |
| 1.6 e-HDi     | 4        | 8        | 1560           | 82 (112) / 3600             | 270 / 1750                      | 11,9            | 197          | 2011 −  |
| 2.0 HDi       | 4        | 16       | 1997           | 103 (140)[3] / 4000         | 320 / 2000                      | 9,8             | 210          | 2011 −  |
| 2.0 HDi       | 4        | 16       | 1997           | 120 (163)[3] / 3750         | 340 / 2000                      | 9,2             | 225          | 2011 −  |
| 2.2 HDi       | 4        | 16       | 2179           | 150 (204) / 3500            | 450 / 2000                      | 8,2             | 234          | 2011 −  |

### Fodnoter
[1] For visse eksportlande 85 kW (116 hk)

[2] For visse eksportlande 110 kW (149 hk)

[3] For visse eksportlande 100 kW (136 hk)